# Bolbogonium punctatissimum
Bolbogonium punctatissimum är en skalbaggsart som beskrevs av John Obadiah Westwood 1852. Bolbogonium punctatissimum ingår i släktet Bolbogonium och familjen Bolboceratidae. Inga underarter finns listade.